# Hemerobius raphidioides
Hemerobius raphidioides är en insektsart som beskrevs av Charles Joseph de Villers 1789. Hemerobius raphidioides ingår i släktet Hemerobius och familjen florsländor. Inga underarter finns listade i Catalogue of Life.